# Stigmaphyllon micranthum
Stigmaphyllon micranthum är en tvåhjärtbladig växtart som beskrevs av C.E.Anderson. Stigmaphyllon micranthum ingår i släktet Stigmaphyllon och familjen Malpighiaceae. Inga underarter finns listade i Catalogue of Life.